# Omo (sitio arqueológico)
Omo es un sitio arqueológico en Perú. Se encuentra ubicado en la Región Moquegua, provincia de Mariscal Nieto, distrito de Moquegua. Fue construido entre los años 500 d. C. y 600 d. C.. El sitio está dividido en 3 partes y comprende un área de 400m. Entre 1996 y 2013 se realizaron excavaciones. El sitio pertenecería a la cultura Tiahuanaco. En el 2000 fue declarado Patrimonio Cultural de la Nación.